# Косан
Коса́н (фр. Caussens) — коммуна во Франции, находится в регионе Юг — Пиренеи. Департамент — Жер. Входит в состав кантона Кондом. Округ коммуны — Кондом.
Код INSEE коммуны — 32095.

## География
Коммуна расположена приблизительно в 570 км к югу от Парижа, в 90 км северо-западнее Тулузы, в 36 км к северу от Оша.
На востоке коммуны протекает река Овиньон.

## Климат
Климат умеренно-океанический. Лето жаркое и немного дождливое, температура часто превышает 35 °С. Зимой часто бывает отрицательная температура и ночные заморозки. Годовое количество осадков — 700—900 мм.

## Население
Население коммуны на 2010 год составляло 593 человека.
| 1962 | 1968 | 1975 | 1982 | 1990 | 1999 | 2010 |
| ---- | ---- | ---- | ---- | ---- | ---- | ---- |
| 503  | 507  | 469  | 504  | 557  | 549  | 593  |

## Администрация
| Период | Период | Фамилия        | Партия | Примечания |
| ------ | ------ | -------------- | ------ | ---------- |
| 2001   | 2008   | Мишель Дюбарри |        |            |
| 2008   | 2020   | Клод Клавери   |        |            |

## Экономика
В 2010 году среди 358 человек трудоспособного возраста (15-64 лет) 276 были экономически активными, 82 — неактивными (показатель активности — 77,1 %, в 1999 году было 74,0 %). Из 276 активных жителей работали 258 человек (130 мужчин и 128 женщин), безработных было 18 (11 мужчин и 7 женщин). Среди 82 неактивных 23 человека были учениками или студентами, 41 — пенсионерами, 18 были неактивными по другим причинам.

## Достопримечательности
- Замок Мон[фр.] (1285 год)

## Фотогалерея
- Замок Мон
- Замок Мон
- Карта коммуны